# ماخینجاوری
ماخینجاوری (به لاتین: Makhinjauri) یک منطقهٔ مسکونی در گرجستان است که در آجارستان واقع شده‌است. ماخینجاوری ۷۳۵ نفر جمعیت دارد.